# North Granville (New York)
North Granville est une census-designated place du comté de Washington, dans l'État de New York, aux États-Unis. En 2020, elle compte une population de 524 habitants.